# Kasteel van Aumelas
Het Kasteel van Aumelas (Frans: Château d'Aumelas) is een kasteel in de Franse gemeente Aumelas.